# Anne Lockhart
Anne Kathleen Malony Lockhart (New York, 6 september 1953) is een Amerikaanse actrice.

## Biografie
Lockhart is een dochter van June Lockhart en een zus van Lizabeth.
Lockhart is opgegroeid in Brentwood (Californië) in een echte acteerfamilie; haar moeder en grootouders zijn allemaal bekende acteurs/actrices. Zij heeft gestudeerd aan de Marymount High School in Los Angeles, het laatste jaar heeft ze gedaan aan de Verde Valley School in Sedona (Arizona).
Lockhart begon in 1958 met acteren in de televisiefilm T Is for Tumbleweed. Hierna heeft ze nog in meer 150 films en televisieseries gespeeld, zoals Lassie (1959-1965), Battlestar Galactica (1978-1979), Magnum, P.I. (1981-1982), Murder, She Wrote (1984-1994), Law & Order: Special Victims Unit (2001-2006) en Law & Order: Criminal Intent (2001-2009).
Lockhart is in 1986 getrouwd en heeft hieruit 2 kinderen gekregen. Op 4 juni 1994 is haar man gestorven en daarna is ze niet meer hertrouwd.

## Filmografie

### Films
Selectie:
- 2013 Parkland - als eerste hulp verpleegster
- 2010 Rapunzel - als stem
- 2010 Buried – als CRT bediende (stem)
- 2009 It's Complicated – als gaste op feest
- 2009 Surrogates – als gaste in nachtclub en computerstem
- 2009 Hannah Montana: The Movie – als moeder op concert
- 2009 Star Trek – als Kelvins computer
- 2008 Bolt – als stem
- 2005 Chicken Little – als stem
- 2003 Dickie Roberts: Former Child Star – als stem
- 2001 Osmosis Jones – als stem
- 1992 Basic Instinct – als discobezoekster
- 1991 The Last Boy Scout – als voetbalmoeder
- 1991 City Slickers – als bezoekster op ranch
- 1990 Total Recall – als stem
- 1989 The Little Mermaid – als stem
- 1987 Black Widow – als assistent openbare aanklager en hotelgast
- 1986 8 Million Ways to Die – als agente
- 1985 Flesh & Blood – als vrouw
- 1983 Risky Business – als babysitter
- 1983 10 to Midnight – als moordslachtoffer
- 1982 E.T. the Extra-Terrestrial – als verpleegster
- 1978 Convoy – als verzender
- 1975 Sunburst – als Tina

### Televisieseries
Uitgezonderd eenmalige gastrollen.
- 2012 - 2021 Chicago Fire - als centralist (stem) - 98 afl.
- 2013 The Lying Game - als Audrey Sudano - 2 afl.
- 2001 – 2011 Law & Order: Criminal Intent – als politieagente – 10 afl.
- 1997 - 2010 Law & Order - als politieagente - 18 afl.
- 2000 – 2008 Law & Order: Special Victims Unit – als politieagente – 2 afl.
- 2003 - 2004 Dragnet - als politieagente - 5 afl.
- 2000 - 2001 Level 9 - als computerspecialist - 3 afl.
- 1994 - 2000 Diagnosis Murder - als verpleegster - 7 afl.
- 1995 - 1996 Kung Fu: The Legend Continues - als Stacy Pardcek - 2 afl.
- 1993 Dr. Quinn, Medicine Woman – als Maureen – 2 afl.
- 1986 New Love, American Style – als ?? – 4 afl.
- 1979 – 1980 B.J. and the Bear – als Lillian Pogovich – 2 afl.
- 1978 – 1979 Battlestar Galactica – als Sheba – 12 afl.

- Gemeinsame Normdatei: 140523960
- International Standard Name Identifier: 0000 0000 2710 5700
- Virtual International Authority File: 50750844